# استوارت لودون
استوارت لودون (زاده ۱۱ آوریل ۱۹۸۸ در اودینگستون ) یک نقشه خوان رالی و مهندس بریتانیایی است.  او در رالی ایتالیا ساردینیا ۲۰۲۱ برای ام اسپورت فورد کمک راننده گاس گرین‌اسمیت بوده است. 